# Golden Horse Film Festival
Golden Horse Film Festival is een jaarlijks festival en uitreiking van de Golden Horse Awards dat plaatsvindt in Taiwan. Het festival is in 1962 opgericht door de Government Information Office van de uitvoerende yuan. De ceremonie gaat gewoonlijk door in november of december te Taipei.

## Geschiedenis
In mei 1962 werd het eerste festival georganiseerd om de Taiwanese films in het Chinees meer bekendheid en steun te geven. In 1990 nam de Motion Picture Development Foundation de organisatie over en richtte daartoe de Taipei Golden Horse Film Festival Executive Committee op.
Sinds 1996 mogen films van het Chinese vasteland ook deelnemen. 
De filmprijs is uitgegroeid tot een van de grootste filmprijzen in Azië.